# George Harrison: Living in the Material World
George Harrison: Living in the Material World är en dokumentärfilm av Martin Scorsese från 2011 som baseras på Beatlesmedlemmen George Harrisons liv. Den hade premiär den 12 november 2011 i Sverige.